# Гуд, Сара
Сара Элизабет Гуд (англ. Sarah Elisabeth Goode, 1855 — 8 апреля 1905) — американская изобретательница и предприниматель. Она была второй известной афроамериканкой, получившей патент США, патент был получен в 1885 году. Первой известной афроамериканкой, получившей патент, была Джуди Вудфорд Рид 23 сентября 1884 года, но Рид подписала свой патент только своим знаком (X), а не своей подписью.

## Биография

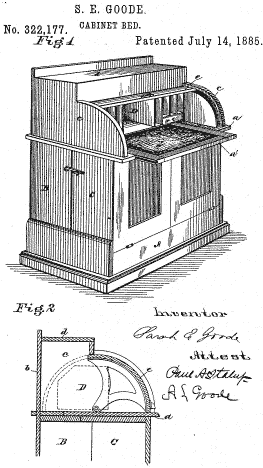
Патент выдан Саре Э. Гуд на 'раскладную шкаф-кровать'

Гуд родилась под именем Сара Элизабет Джейкобс в 1855 году в Толидо, штат Огайо, в том же году, когда был принят Закон о беглых рабах. Сара Гуд была второй из семи детей Оливера и Харриет Джейкобс, которых в публичных отчётах записали как мулатов. Оливер Джейкобс, уроженец Индианы, был плотником. После окончания Гражданской войны семья переехала в Чикаго, штат Иллинойс, где Сара познакомилась и вышла замуж за Арчибальда «Арчи» Гуда, который был родом из округа Уайз, штат Виргиния; у них будет шестеро детей, трое из которых доживут до совершеннолетия. Арчи описал себя в записях как «строитель лестниц» и драпировщик; Сара открыла мебельный магазин.
Сара Гуд изобрела раскладную кровать-шкаф, которая помогла людям, живущим в тесноте, эффективно использовать своё ограниченное жилое пространство. Во время её изобретения высота жилья в Нью-Йорке росла, но была ограничена в 1885 году, когда город Нью-Йорк принял закон, ограничивающий высоту зданий 80 футами (около 24 метров), чтобы избежать слишком высоких коммерческих зданий. Площадь многоквартирных домов обычно составляла 25 на 100 футов. В этих условиях каждый квадратный метр был важен, и экономия пространства была необходима. Гуд услышала об этой проблеме от покупателей своего мебельного магазина в Чикаго и решила найти решение. Кровать Гуд можно было сложить, и она выглядела как письменный стол с местом для хранения вещей. 14 июля 1885 года Сара получила на него патент под номером 322,177. Её изобретение было предшественником кровати Мёрфи, запатентованной в 1900 году. Целью Сары Гуд было сбалансировать вес раскладной кровати, чтобы её было легко поднимать, складывать и раскладывать, и закрепить кровать с каждой стороны, чтобы при складывании она оставалась на своем месте. Она обеспечила дополнительную поддержку центра кровати, когда она раскладывается.

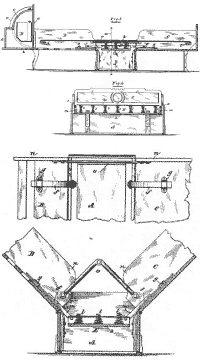
Патент выдан Саре Э. Гуд на шкаф-кровать.

Гуд умерла 8 апреля 1905 года.

## Изобретение складной кровати
В некоторых статьях говорится, что Сара Э. Гуд — первая афроамериканка, получившая патент США. Другие статьи приписывают первое изобретение Джуди Вудфорд Рид, которая изобрела машину для замешивания теста, и Мириам Бенджамин, которая изобрела гостиничный стул для подачи сигнала официантам.
Патент был на складную кровать, которая стала предшественником кровати Мёрфи. Это была кровать-шкаф, которая складывалась в письменный стол с отделениями для письменных принадлежностей и канцелярских принадлежностей.

## Память
В 2012 году в честь Сары в южной части Чикаго была открыта Академия STEM Сары Э. Гуд (ранее известная как проект средней школы Юго-Западного района), ориентированная на естественные науки и математику. Она является частью Chicago Public Schools.
Школа специализируется на естественных науках, технологиях, инженерии и математике, чтобы помочь учащимся подготовиться к будущей карьере. У школы есть партнёрские отношения с IBM, и студентам предлагается получить отраслевые сертификаты и два года обучения в колледже. Ученики также получают профессиональных наставников и стажировки.